# Shark River Hills
Shark River Hills is een plaats (census-designated place) in de Amerikaanse staat New Jersey, en valt bestuurlijk gezien onder Monmouth County.

## Demografie
Bij de volkstelling in 2000 werd het aantal inwoners vastgesteld op 3878.

## Geografie
Volgens het United States Census Bureau beslaat de plaats een oppervlakte van
2,4 km², waarvan 2,2 km² land en 0,2 km² water.

## Plaatsen in de nabije omgeving
De onderstaande figuur toont nabijgelegen plaatsen in een straal van 4 km rond Shark River Hills.